# Acrocampsa bakeri
Acrocampsa bakeri är en insektsart som beskrevs av Young 1968. Acrocampsa bakeri ingår i släktet Acrocampsa och familjen dvärgstritar. Inga underarter finns listade i Catalogue of Life.